# Gargetta divisa
Gargetta divisa är en fjärilsart som beskrevs av M.Gaede 1930. Gargetta divisa ingår i släktet Gargetta och familjen tandspinnare. Inga underarter finns listade i Catalogue of Life.